# Jean-Philippe Rapp
Jean-Philippe Rapp, né le 2 octobre 1942 à Gland, est un journaliste et animateur suisse.

## Biographie
Après avoir suivi des études de lettres à l'Université de Genève, il devient journaliste en 1968 à la fois au Journal de Nyon, pour la revue trilingue "Jeunesse" ainsi qu'à la Télévision suisse romande pour une émission d'été, La Suisse en vacances. En 1970, il est engagé à la Télévision suisse romande et, de 1981 à 1986, il est codirecteur de l'émission Temps présent. Il crée et anime entre 1987 et 1992 le TJ Midi et présente le téléjournal du soir entre 1993 et 1996. À partir de 1996, il anime, produit et dirige l'émission Zig Zag Café jusqu'à sa retraite de la télévision en 2006.
Il a été chargé d'enseignement à l'Institut universitaire d’études du développement (1984–2004). Fondateur en 1985 du Festival International Médias Nord-Sud, il en est également le directeur depuis 2004, et est également directeur du Festival international du film des Diablerets (FIFAD) jusqu'en 2018, ainsi que coproducteur et coorganisateur des Agora du Musée Olympique de Lausanne. 
En 2005, il a créé les sociétés Pushkar Productions Sàrl et Espace Jean-Philippe Rapp SA.[réf. nécessaire]
En 2013, il devient président du nouvel orchestre de chambre de Genève, le Geneva Camerata, fondé par le chef d'orchestre David Greilsammer et Céline Meyer.
Depuis mars 2015, il produit et présente l'émission coDDoc sur BeCuriousTV consacrée aux documentaires.
Jean-Philippe Rapp est père de deux enfants, Elise et Julien.

## Livres
- Tourisme nouveau colonialisme
- Jean Ziegler, Thomas Sankara, Jean-Philippe Rapp (1986). Thomas Sankara : un nouveau pouvoir africain, Éditions Favre.  (ISBN 2-8289-0235-8)
- Jean-Philippe Rapp (2005). Zig Zag, Éditions Favre.  (ISBN 2-8289-0820-8)
- Jean-Philippe Rapp et George Haldas (2010). Conversations du soir, Éditions Favre.  (ISBN 978-2-8289-1205-5)